# Jaroslav Zelený
Jaroslav Zelený né le 20 août 1992 à Hradec Králové en Tchéquie est un footballeur international tchèque. Il évolue au poste d'arrière gauche au Sparta Prague.

## Biographie

### Carrière en club

#### Hradec Králové
Jaroslav Zelený est formé dans le club de sa ville natale, le  FC Hradec Králové, qui lui permet de faire ses débuts en professionnel. Il joue son premier match le 26 février 2011, lors d'une défaite en championnat par deux buts à un face au FC Viktoria Plzeň.
Le 27 novembre 2011, il marque ses deux premiers buts en pro sur la pelouse du Sigma Olomouc, permettant à son équipe de remporter le match 2-0.

#### Karviná puis Jablonec
Prêté par son club formateur au MFK Karviná pour la saison 2014/2015, il y est définitivement transféré l'été suivant. Le 23 janvier 2017, il s'engage durant le mercato hivernal avec le FK Jablonec, club où il joue pendant un an et demi.
Avec cette équipe, il dispute la finale de la Coupe de Tchéquie en mai 2018. Disputant l'intégralité de la rencontre, il s'incline face au SK Slavia Prague (défaite 3-1).

#### Slavia Prague
En juin 2018, est annoncé le transfert de Jaroslav Zelený au SK Slavia Prague. Avec cette équipe, il participe à la phase de groupe de la Ligue Europa lors de la saison 2018-2019, disputant une rencontre en décembre 2018 face au Zénith Saint-Pétersbourg.

#### Retour au FK Jablonec
Le 20 août 2020, Jaroslav Zelený fait son retour au FK Jablonec sous forme de prêt pour une saison.

#### Sparta Prague
Lors de l'été 2022, Jaroslav Zelený s'engage en faveur du Sparta Prague. Le transfert est annoncé le 3 juin 2022 et il signe un contrat courant jusqu'en juin 2025.

### Carrière en sélection nationale
Le 7 septembre 2020, Jaroslav Zelený honore sa première sélection avec l'équipe nationale de Tchéquie contre l'Écosse. Il est titulaire lors de cette rencontre où les Tchèques s'inclinent sur le score de deux buts à un.

## Palmarès
- Finaliste de la Coupe de Tchéquie en 2018 avec le FK Jablonec.